# Chauncey (Georgia)
Chauncey è un comune degli Stati Uniti d'America, situato nello Stato della Georgia, nella contea di Dodge.